# Logmabom
Logmabom est un village du département du Nkam au Cameroun. Situé dans l'arrondissement de Yabassi, il est localisé à 2à km de Yabassi sur la route qui lie Yabassi à Bonepoupa I au niveau vers Ndognak et Yingui.

## Population
En 1967, le village de Logmabom avait 270 habitants.